# سان ماتيو دي غاييغو
بلدية سان ماتيو دي غاييغو (بالإسبانية: San Mateo de Gállego) هي بلدية تقع في مقاطعة سرقسطة التابعة لمنطقة أراغون شمال شرق إسبانيا.

## الديموغرافيا
بلغ عدد سكان بلدية سان ماتيو دي غاييغو 3.137 نسمة عام 2011 (وفقاً للمعهد الوطني الإسباني للإحصاء).
| 2.031 | 2.069 | 2.195 | 2.447 | 2.708 | 3.009 | 3.137 |